# Carlos Castilla del Pino
Carlos Castilla del Pino (San Roque (Cádiz), 15 de octubre de 1922-Castro del Río (Córdoba), 15 de mayo de 2009) fue un neurólogo, psiquiatra y escritor español.

## Biografía
Cursó la enseñanza primaria en el Colegio Salesiano de Ronda (Málaga), parte del bachillerato en los Escolapios de Sevilla y la carrera de Medicina en la Universidad Central de Madrid. Lector precoz, tuvo también una temprana vocación científica marcada por la admiración hacia Santiago Ramón y Cajal. Vivió la dura Guerra Civil, en la que algunos de sus parientes fueron asesinados a manos de milicianos. Comenzó su carrera docente nada más terminar sus estudios, adscrito a la cátedra de Patología Médica de Agustín del Cañizo, entre 1942 y 1943.
De 1943 a 1946, fue alumno interno del Departamento de Psiquiatría del Hospital Provincial de Madrid, que dirigía el profesor Juan José López Ibor. Allí conoció al neurólogo Manuel Peraita, que se había formado en Alemania con Otfrid Förster, el gran maestro de la neurología germánica inmediatamente anterior a la Segunda Guerra Mundial, y Peraita fue a su vez uno de los maestros de Castilla del Pino. Desde 1946 hasta 1949 continuó en el mismo departamento, pero ya de médico interno, al tiempo que desde 1945 a 1949 fue también colaborador del Departamento de Histología del sistema nervioso del Instituto Cajal de Madrid, que dirigía el profesor Sanz Ibáñez. Allí conoció a dos discípulos de Cajal, Jorge Francisco Tello y Fernando de Castro, de quienes tuvo ocasión de aprender la preparación puzzelada en láminas muy extensas filocorticales del córtex cerebral.
Su tesis doctoral la hizo con el catedrático de oftalmología Buenaventura Carreras sobre "Fisiología y patología de la percepción óptica del movimiento" y fue leída el año 1947. Investigó por entonces la distinción de esquizofrenias encubiertas por otras patologías. Desde 1949 dirigió el Dispensario de Psiquiatría de Córdoba, donde también ejerció como catedrático de esta disciplina. En los veinte años que van del 1946 al 1966 dedicó gran parte de su tiempo a la investigación neuropatológica y publicó treinta trabajos, de los cuales veinte son de neurología patológica experimental; destaca un trabajo sobre La unidad sensoriomotriz en la esfera óptica, que se publicó el año 1946 en las prestigiosas Actas Lusoespañolas de Neurología y Psiquiatría. Algunos de ellos, por ejemplo Los dinamismos de la tristeza y de la inhibición en los enfermos depresivos, publicado en Archivos de Neurobiología el año 1966, contienen ya los gérmenes de una nueva manera de entender la psiquiatría.
En 1949 hizo unas oposiciones en las que fue nombrado jefe de los Servicios Provinciales de Psiquiatría e Higiene Mental de Córdoba, cargo en el que continuó hasta su jubilación en 1987. Debido a su filiación comunista, se le negó repetidamente, la última vez en 1960, la cátedra de Psiquiatría, y tuvo que esperar hasta 1983, con el primer gobierno socialista de Felipe González, para que le concedieran la cátedra extraordinaria de Psiquiatría y Dinámica Social en la Facultad de Medicina de Córdoba a propuesta de la Universidad de Córdoba. Militó en el Partido Comunista de España hasta el año 1980, en que se afilió al PSOE. Sus últimos años fueron muy duros, debido a la muerte de cinco de sus siete hijos por distintas causas, episodios que recoge en sus memorias. Hijo Predilecto de Andalucía en 1985, en 2004 fue nombrado doctor honoris causa por la Universidad de Cádiz.

## Obra
Castilla fue autor de veintiún libros publicados de psiquiatría, seis libros de ensayos y 186 monografías neuropsiquiátricas publicadas en revistas especializadas, dos novelas y una autobiografía en dos volúmenes. En su primera etapa (1946-1965), se dedicó principalmente a la neuropsiquiatría y la neuropatología en la tradición que inició Ramón y Cajal y que continuaron Achúcarro, Lafora, Sacristán, Prados y otros psiquiatras españoles anteriores a la Guerra Civil. Además, estuvo influenciado por la fenomenología, y fue desde la psicopatología al análisis existencial: Husserl, Max Scheler y Heidegger, debido a la influencia de la Psiquiatría alemana en España.
Empezó a ser conocido con su libro Un estudio sobre la depresión. El siguiente, Fundamentos de antropología dialéctica, abrió un nuevo frente social en la psiquiatría y en la conciencia pública española señalando la importancia que en el desarrollo de las patologías y su curación tiene el contexto social, político, filológico y económico. El impacto de la obra se acusó en las nueve ediciones sucesivas que tuvo. Su segundo libro, La incomunicación, se publicó en 1969 y cuenta con trece ediciones. Al año siguiente, sus Cuatro estudios sobre la mujer y su Sensualidad y represión fueron también muy leídos.
Son muchos otros los trabajos, algunos anteriores, que habría que mencionar a propósito de cuestiones tan interesantes como El proceso de degradación de las estructuras delirantes (1957), El discurso de la mentira (1988), De la intimidad (1989) y un sinfín de temas de evidente interés público. Otras obras responden a una preocupación científica básica, como la ya citada Foundations of dialectic Anthropology (1969), Introducción a la hermenéutica del lenguaje (1972), Una investigación de teoría psicopatológica (1984) o El delirio, un error necesario, que fue Premio Internacional de Ensayo Jovellanos (1997), así como otras publicaciones que anuncian ya el giro claramente teorético que representa su Teoría de los sentimientos, una monografía importante que desde el año 2000 pasa ya de siete ediciones.
Como escritor ha cultivado también la novela, publicando Una alacena tapiada (1991) y Discurso de Onofre (1999).
Sus méritos científicos, talento como ensayista, valor de su lenguaje y estilo y el testimonio histórico de la España de posguerra a través de sus dos libros de memorias, Pretérito imperfecto. Autobiografía (1922-1949) (1997), IX premio Comillas, y Casa del olivo. Autobiografía (1949-2003) (2004) le valieron un sillón (letra Q) en la Real Academia Española desde 2003.
Falleció el 15 de mayo de 2009 víctima de un cáncer.

## Escritos

### Pensamiento
- La unidad sensoriomotriz en la esfera óptica, 1946.
- Fisiología y patología de la percepción óptica del movimiento, 1947.
- Sexualidad y represión
- El proceso de degradación de las estructuras delirantes (1957)
- Vieja y Nueva Psiquiatría (1963).
- Dialéctica de la persona, dialéctica de la situación (1968)
- Foundations of dialectic Anthropology (Fundamentos de antropología dialéctica, 1969)
- Introducción a la hermenéutica del lenguaje (1972)
- Una investigación de teoría psicopatológica (1984)
- La Incomunicación, 1970 (13 ediciones). ISBN 84-295-2913-5
- La Culpa, 1970 (4 ediciones). ISBN 84-206-1431-9
- Un Estudio sobre la depresión, 1966 (9 ediciones; 10.ª ed. Febrero de 2002). Depósito legal: B-17.699.1972
- El Humanismo "imposible", 1968 (3 ediciones)
- Naturaleza del saber, 1969 (3 ediciones)
- Cuatro ensayos sobre la Mujer, 1971 (10 ediciones). ISBN 84-216-1340-1.
- Patografía, 1972 (3 ediciones). ISBN 84-323-0713-0
- Psicoanálisis y Marxismo, 1969 (5 ediciones). ISBN 84-208-1213-8
- Introducción al Masoquismo, 1975 (5 ediciones). ISBN 84-206-1449-1
- Introducción a la Psiquiatría, 2 volúmenes, 1978, 1979 (4 ediciones). ISBN 84-206-8994-7
- Teoría de la Alucinación, 1984. ISBN 84-206-2410-1
- Cuarenta años de Psiquiatría, 1985. ISBN 84-206-2487-X
- El discurso de la mentira, comp. 1987 (2 ediciones). ISBN 84-206-2545-0
- El delirio, un error necesario. 1988 (Premio Internacional de Ensayo Jovellanos 1998). Depósito legal: 7.417-1998
- Teoría del personaje, comp.. 1989. ISBN 84-206-2619-8
- La intimidad, comp.. 1989
- Temas: Hombre, Cultura, Sociedad, 1989. ISBN 84-297-2925-9
- Aspectos cognitivos de la Esquizofrenia, comp.. 1991. ISBN 84-87699-14-6.
- El silencio, comp.. 1992 (2 ediciones). ISBN 84-206-2702
- La Obscenidad, comp.. 1993. ISBN 84-206-2744-5
- La envidia, comp.. 1994. ISBN 84-206-2776-3
- Celos, locura, muerte, 1995. ISBN 84-7880-519-2
- La extravagancia, comp. 1996. ISBN 84-206-2833-6
- La sospecha, comp.. 1998. ISBN 84-206-2893-X
- Teoría de los Sentimientos, 2000, (1.ª ed. Octubre de 2000; 6.ª ed. Enero de 2001; 7ª ed. Marzo de 2002). ISBN 84-8310-708-2
- El Odio, comp.. Marzo de 2002. ISBN 84-8310-792-9
- Cordura y locura en Cervantes. 2005. ISBN 84-8307-654-3

- Aflorismos: Pensamientos póstumos, (Libro póstumo de aforismos), 2011, Tusquets Editores. ISBN 84-838-3351-4

### Ficción
- Discurso de Onofre (1977)
- Una alacena tapiada (1991)

### Memorias
- Pretérito imperfecto. Autobiografía. 1997. ISBN 84-8310-013-4
- Casa del Olivo. Autobiografía (1949-2003). 2004. ISBN 84-8310-985-9

## Distinciones honoríficas
- Hijo Predilecto de la provincia de Cádiz (2002)[2]
- Doctor honoris causa por la Universidad de Cádiz.[1]